# Пободайло, Степан Данилович
Степа́н Дани́лович Побода́йло (ок. 1600, Носовка — 1654, Быхов) — военный деятель, сподвижник Богдана Хмельницкого.

## Факты биография
- До 1648 года служил у Адама Киселя. Затем перешёл на сторону Богдана Хмельницкого.
- В 1649 году взял Лоев и принимал участие в Битве под Лоевом.
- В 1650 году участвовал в походе на Молдавию.
- 7 июля 1651 был назначен Черниговским полковником, в 1652 году — наказным гетманом Левобережья.
- Летом 1654 года принимал со своим полком участие в походе на Белоруссию гетмана Ивана Золотаренко.
- Принимал участие в переговорах с Москвой в Переяславе в 1654 году.
- Освободил от поляков Гомель, Пропойск и Новый Быхов. Погиб при штурме крепости Старый Быхов. Тело полковника казаки перевезли в Чернигов. Согласно завещанию Пободайло был похоронен рядом с Ильинской церковью в Троице-Ильинском монастыре в Чернигове, который был отстроен в 1649 году на его средства.